# Diecéze aristiumská
Diecéze Aristium je titulární diecéze římskokatolické církve.

## Historie
Aristium, poblíž Gnöe a Karacaören v dnešním Turecku, je starobylé biskupské sídlo nacházející se v římské provincii Frýgie Pacatiana. Diecéze byla součástí Konstantinopolského patriarchátu a sufragánnou arcidiecéze Laodicea ve Frýgii.
Dnes je využívána jako titulární biskupské sídlo; v současné době je bez titulární biskupa.

## Seznam biskupů
- Paulus (zmíněn roku 451)
- Tarasius (zmíněn roku 879)

## Seznam titulárních biskupů
- 1940 – 1945 Josip Marija Carević